# The Honky Tonk Man
Roy Wayne Farris, meglio conosciuto con il ring name Honky Tonk Man (Memphis, 25 gennaio 1953), è un ex wrestler statunitense.
Ha lottato nella World Championship Wrestling e nella World Wrestling Federation, federazione nella quale è stato introdotto nella Hall of Fame il 6 aprile 2019.

## Carriera

### Circuito indipendente (1977–1985)
Farris iniziò la carriera di lottatore a Memphis nel 1977. Inizialmente riscosse scarso successo, ma quando formò insieme a Larry Latham il tag team denominato "Blond Bombers", la sua carriera prese a decollare. I Blond Bombers si imbarcarono in numerosi feud con i favoriti del pubblico delle federazioni del Tennessee, proponendosi come una delle coppie heel di maggior successo della zona. La loro faida più famosa fu quella chiamata "Tupelo Concession Stand Brawl" che li vide contrapposti a Jerry Lawler e Bill Dundee. Successivamente, i due lottarono nella American Wrestling Association, nella NWA Mid-Atlantic, nella World Wrestling Council, nella NWA Southeastern, e nella Stampede Wrestling, vincendo svariati titoli minori sia da wrestler singoli che come coppia.

### World Wrestling Federation (1985–1992)

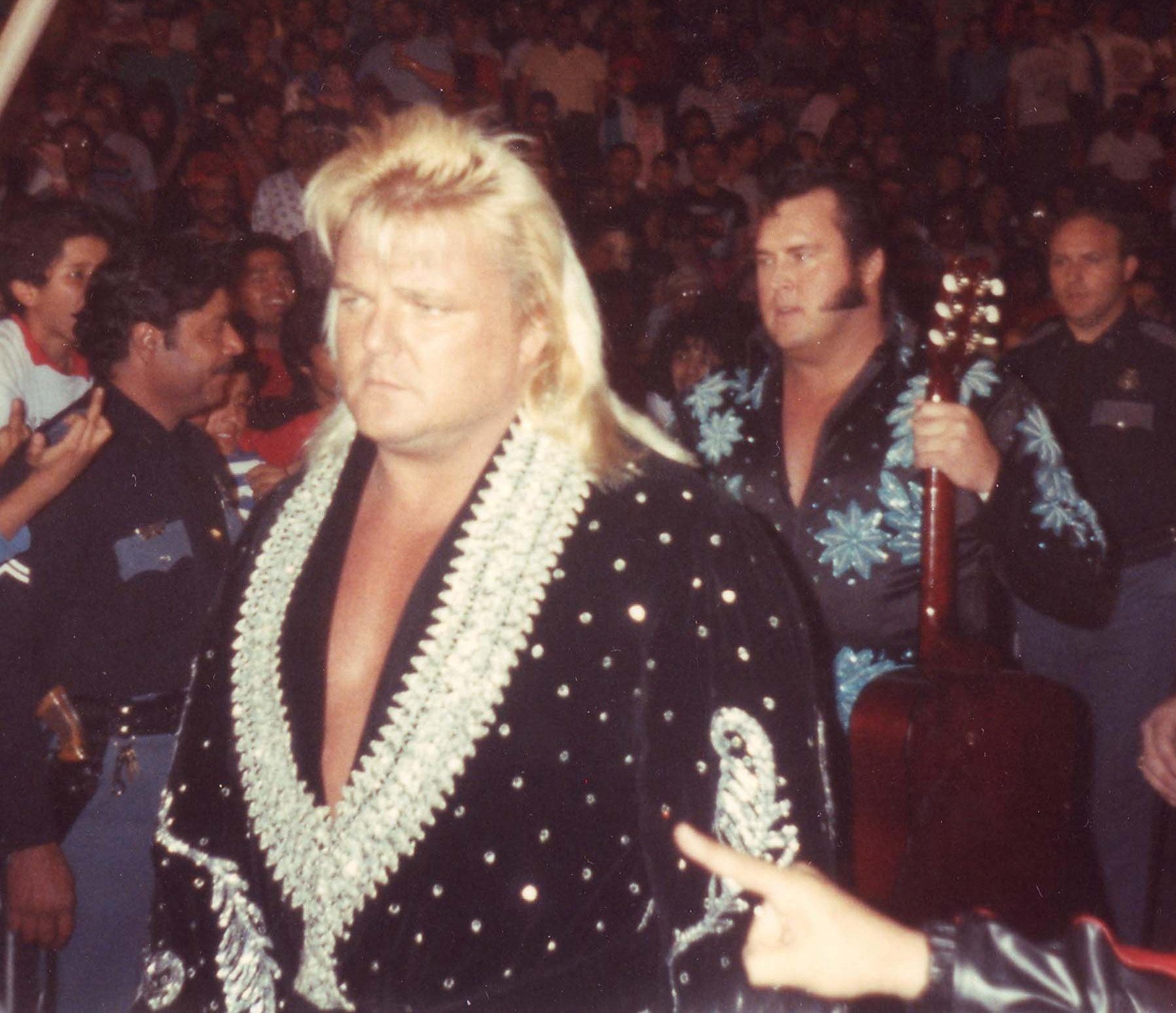
Honky Tonk Man e Greg Valentine

Originariamente scritturato dalla WWF come wrestler "face" con la gimmick dell'impersonatore di Elvis Presley, ben presto ci si accorse che il suo personaggio funzionava maggiormente come "cattivo", venendo spesso fischiato dal pubblico. Honky divenne quindi un heel a tempo pieno e prese Jimmy "The Mouth of the South" Hart come suo manager. Hart veniva accreditato come "Colonnello" quando seguiva i match di Honky Tonk Man, in riferimento al vero manager di Presley, il leggendario Col. Tom Parker.
Il primo feud rilevante di Honky in WWF, fu quello contro Jake "The Snake" Roberts. La faida si intensificò quando Honky attaccò Roberts durante una puntata del suo talk show, lo "Snake's Pit". Secondo quanto riferito da Roberts, Farris avrebbe dovuto colpirlo con una chitarra finta così da non fargli troppo male. Invece, sempre secondo Roberts, Farris trovò accidentalmente una vera chitarra e gliela sfasciò sulla schiena, infortunandolo veramente, e dando così inizio alla sua dipendenza dagli antidolorifici. Farris ha invece smentito Roberts in una intervista durante World Wrestling Insanity, asserendo che Roberts mente o non ricorda bene i fatti come effettivamente si svolsero all'epoca. Durante il feud, a WrestleMania III, nel match risolutivo tra i due, Honky Tonk Man riuscì a schienare Jake appoggiando i piedi sulla corde; subito dopo, Roberts buttò fuori dal ring Honky prima di assalire (con la complicità di Alice Cooper) Jimmy Hart con il suo serpente Damien.

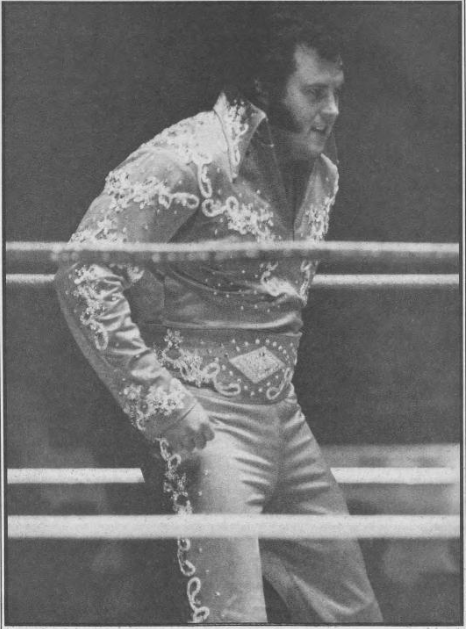
The Honky Tonk Man (1987)

Il 2 giugno 1987 a Buffalo, Honky sconfisse Ricky "The Dragon" Steamboat vincendo l'Intercontinental Championship. Inizialmente il suo doveva essere un classico regno da "campione di transizione" nell'attesa che un nuovo beniamino del pubblico facesse sua la cintura, ma invece, a causa dei postumi dell'infortunio "della chitarra" che Roberts stava ancora patendo a diversi mesi dall'accaduto, venne deciso che Honky sarebbe rimasto campione per un lasso di tempo record.
Per difendere il titolo, Honky sfruttò al massimo la regola che stabiliva che un titolo potesse passare di mano solo per schienamento o sottomissione, facendosi spesso contare fuori dal ring o squalificare per prevalere contro sfidanti come Steamboat, Billy Jack Haynes, Bruno Sammartino, e George "The Animal" Steele, mantenendo così la cintura. Sempre in questo periodo, Honky iniziò ad usare una canzone in stile anni cinquanta come theme song d'entrata, Cool Cocky Bad (il brano era suonato e cantato dallo stesso Farris).

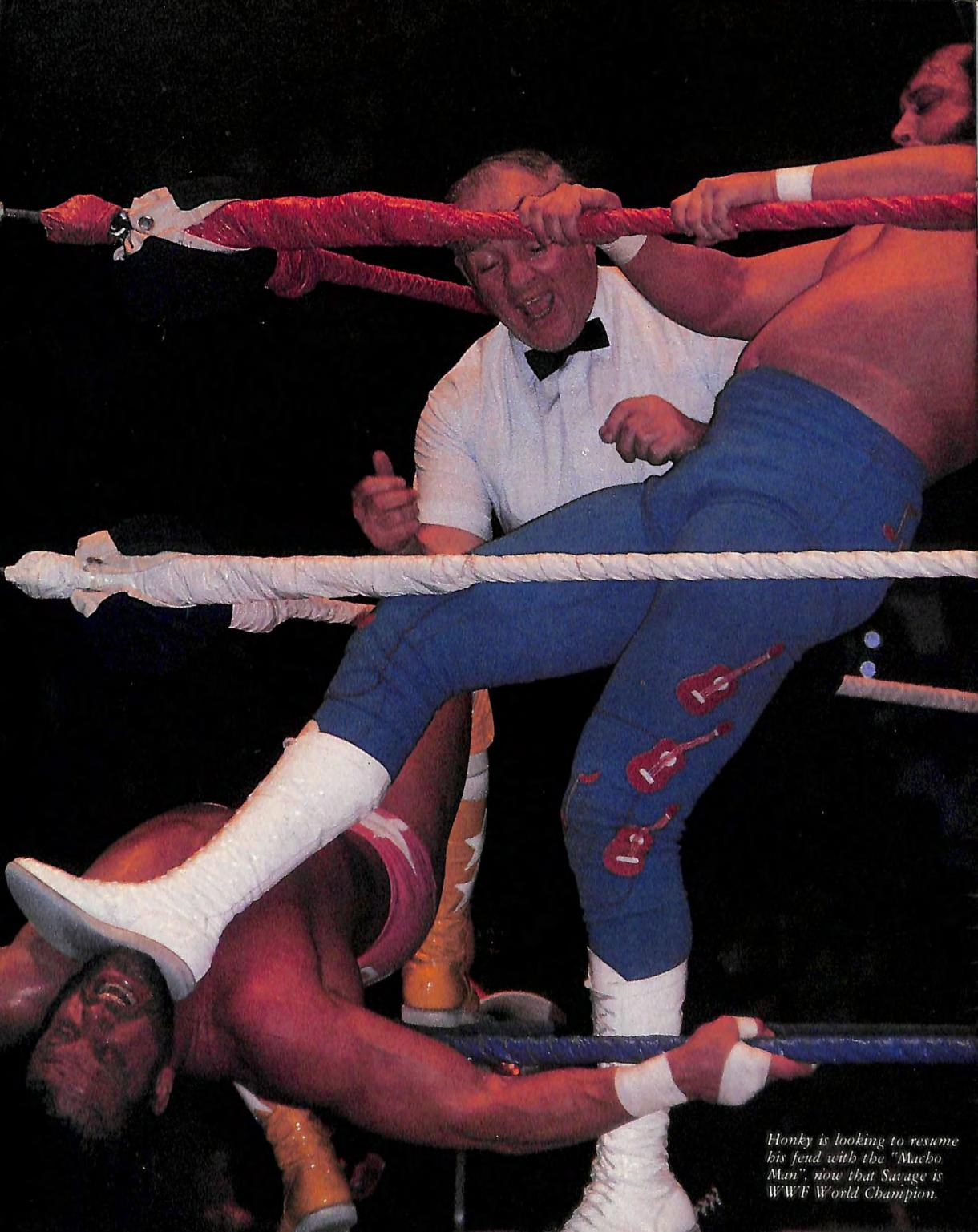
The Honky Tonk Man vs. Randy Savage (1988)

Nel settembre 1987, "Macho Man" Randy Savage stava per passare dalla parte dei "buoni", così iniziò a sfidare Honky per il titolo Intercontinentale (dopo che Honky si era autodefinito "il più grande campione Intercontinentale di tutti i tempi" prodigandosi in commenti ironici sui precedenti campioni, incluso Savage). Sebbene i due avessero già avuto diversi match l'uno contro l'altro in passato, quando Savage era il cattivo e Honky il buono, il primo confronto ufficiale trasmesso in televisione fu quello disputato a Saturday Night's Main Event del 3 ottobre 1987. Durante il match, Savage riuscì quasi a battere Honky nonostante le molteplici interferenze dei suoi alleati, ma quando la Hart Foundation, irruppe sul ring attaccando brutalmente Savage, l'arbitro non poté far altro che squalificare Honky Tonk Man. La manager-valletta di Savage, Miss Elizabeth, cercò di fermare il massacro ma venne bloccata da Honky e cacciata nel backstage, poi, egli completò l'affronto colpendo Savage alla testa con la sua chitarra. Honky continuò la faida contro "Macho Man" nelle settimane seguenti riuscendo sempre, in un modo o nell'altro, a conservare la cintura di campione.
Il prossimo sfidante al titolo di Honky fu Brutus "The Barber" Beefcake. Il loro feud ebbe inizio a WrestleMania IV e proseguì per tutta l'estate del 1988. Durante i loro match, Honky veniva spesso accompagnato sul ring da una misteriosa valletta di nome Peggy Sue (interpretata da Sherri Martel con tanto di parrucca bionda ed occhialoni).
Honky & Beefcake si sarebbero dovuti scontrare a SummerSlam 1988 in un match con il titolo in palio. Invece, nella storyline, Beefcake restò coinvolto in un feud con "Outlaw" Ron Bass dopo che questi lo aveva assalito a tradimento infortunandolo. A SummerSlam, venne annunciato che uno "sfidante misterioso" avrebbe preso il posto di Beefcake nel match contro Honky per il titolo. Quando venne il momento del match, Honky proclamò spavaldamente che non gli interessava chi sarebbe giunto a sfidarlo, tanto lo avrebbe battuto sicuramente. Arrivò quindi a sorpresa correndo sul ring Ultimate Warrior che spazzò via letteralmente Honky, sconfiggendolo in appena 31 secondi, aggiudicandosi così la cintura di campione Intercontinentale. Honky era stato campione per un anno, due mesi e ventisette giorni, un record che per 35 anni fu il più lungo nella storia del titolo intercontinentale prima di venir superato da Gunther nel 2023.
Nel 1989, Honky iniziò un feud con "The American Dream" Dusty Rhodes, ma la rivalità ebbe vita breve. L'ultimo periodo di successo in WWF per Honky fu quello tra il 1989 e il 1990, quando lui e Greg Valentine diedero vita al tag team chiamato Rhythm and Blues, combattendo contro altre celebri coppie dell'epoca come la Hart Foundation e i Legion of Doom. Alle Survivor Series '90, i Rhythm & Blues erano parte del "Million Dollar Team" di Ted DiBiase, insieme al partner "misterioso", il debuttante Undertaker, nel match ad eliminazione contro il "Dream Team" di Dusty Rhodes comprendente la Hart Foundation (Bret Hart & Jim Neidhart) e Koko B. Ware. Dopodiché, Farris cercò di ravvivare la sua carriera nella WWF con un breve periodo come commentatore pro-heel insieme a Vince McMahon e Roddy Piper a Superstars of Wrestling, ma l'esperimento non sortì l'effetto sperato.

### World Championship Wrestling (1993)
Nel 1993 Honky lottò brevemente nella World Championship Wrestling sfidando Johnny B. Badd per il titolo WCW World Television Championship ma lasciò la compagnia quasi subito per dissidi con la dirigenza. Nella sua autobiografia Controversy Creates Cash, Eric Bischoff afferma che la persona che licenziò più volentieri in vita sua, fu proprio Honky Tonk Man. Honky ha risposto dicendo che, dato il gran numero di licenziamenti fatti da Bischoff in WCW all'epoca, considera l'affermazione come un complimento.

### Apparizioni sporadiche (1997–2020)

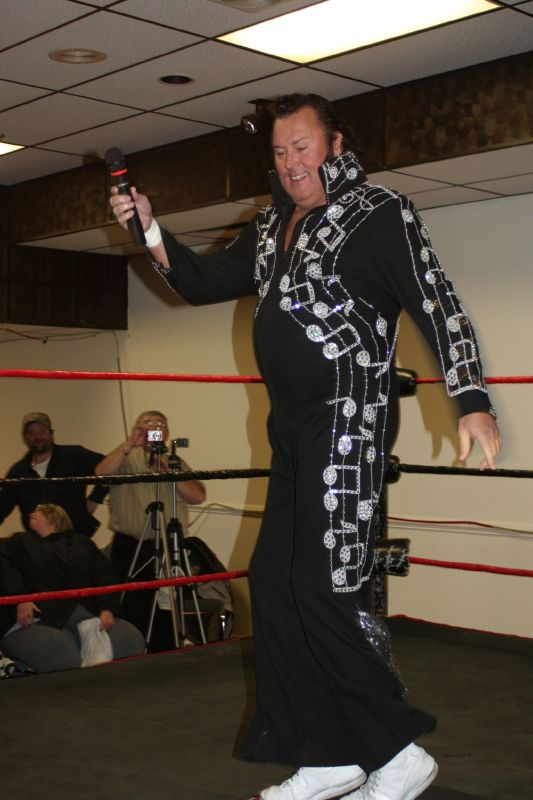
Honky Tonk Man nel 2009

Dopo una breve parentesi nella American Wrestling Federation, Honky riapparve in WWF nel 1997 come commentatore e telecronista a Raw is War e poi come manager di Billy Gunn. Sotto la guida di Honky, Gunn divenne noto con il soprannome "Rockabilly", ma la gimmick ebbe scarso successo. Successivamente, Honky partecipò alla Royal Rumble 1998, senza suscitare particolari entusiasmi.
Honky Tonk Man fece nuovamente ritorno alla WWF nel 2001, ancora una volta per partecipare alla Royal Rumble di quell'anno, ma venne eliminato quasi subito da Kane.
Nel 2008, Santino Marella annunciò la sua intenzione di battere il record di Honky Tonk Man come Intercontinental Champion.
Il 6 ottobre 2008, durante una puntata di Raw, Honky Tonk Man, insieme a Goldust e a Roddy Piper, fu annunciato come uno dei possibili sfidanti al titolo di Marella al ppv Cyber Sunday. Honky ricevette il 35% dei voti e fu scelto come sfidante. Riuscì anche a vincere l'incontro, ma solo per squalifica (e quindi la cintura non passò di mano). Questa fu la prima volta nella quale Farris combatteva da face nella WWF sin dai tempi del suo esordio nel 1986.
Nel 2009 Farris ha introdotto Koko B. Ware nella WWE Hall of Fame durante l'annuale cerimonia tenutasi prima di Wrestelmania.
Nel 2012 torna a Raw per una puntata speciale durante la quale affronta i 3MB (insieme a Brodus Clay e Tensai). A fine incontro Heath Slater attacca e inveisce contro l'ex wrestler che gli rompe la chitarra sulla testa.
Il 27 febbraio 2019 è stata annunciata la futura introduzione di The Honky Tonk Man nella WWE Hall of Fame. Il 6 aprile, infatti, The Honky Tonk Man è stato introdotto nella Hall of Fame da Jimmy Hart.

## Vita privata
Farris è cugino di 1º grado del wrestler e commentatore Jerry "The King" Lawler. Attualmente è ministro di culto della Universal Life Church.
Farris è stato sposato per 22 anni ed ha una figlia di nome Megan e un figlio di nome Roy.

## Altri media
- Honky Tonk Man appare nel videoclip musicale della canzone How Many Times degli Insane Clown Posse, insieme ai The Bushwackers e al suo ex partner di coppia Greg "The Hammer" Valentine.

## Personaggio

### Mosse finali
- Snap Swinging Neckbreaker
- Texas Piledriver

### Manager
- Sgt. Danny Davis
- Jimmy Hart[3]
- Judd the Studd
- Peggy Sue
- Judge Lawless
- Gentleman Jim Holiday

### Wrestler diretti
- Rockabilly

## Titoli e riconoscimenti
- All Pro Wrestling
  - APW Universal Heavyweight Championship (1)
- Big Time Wrestling
  - BTW Heavyweight Championship (1)
- International Championship Wrestling
  - ICW Heavyweight Championship (1)
- Legends Pro Wrestling
  - XWF/LPW Hall of Fame (Classe del 2008)
- Mid-Eastern Wrestling Federation
  - MEWF Heavyweight Championship (1)
- NWA Mid-America / Continental Wrestling Association
  - AWA Southern Tag Team Championship (4) – con Larry Latham (3) e Tojo Yamamoto (1)
  - NWA Mid-America Tag Team Championship (3) – con Larry Latham
- Northern States Wrestling Alliance
  - NSWA Tag Team Championship (1) – con Greg Valentine
- Pro Wrestling Illustrated
  - 159º tra i 500 migliori wrestler secondo PWI 500 (1992)
- Southeastern Championship Wrestling
  - NWA Alabama Heavyweight Championship (1)
  - NWA Southeastern Heavyweight Championship (Northern Division) (1)
  - CWF Tag Team Championship|NWA Southeastern Tag Team Championship (1) – con Ron Starr
  - NWA Southeastern United States Junior Heavyweight Championship (1)
- Stampede Wrestling
  - Stampede International Tag Team Championship (3) – con Ron Starr (2) e The Cuban Assassin (1)
  - Stampede North American Heavyweight Championship (1)
- Ultimate Championship Wrestling
  - UCW Tag Team Championship (1) – con Bushwacker Luke
- Ultimate Championship Wrestling (Virginia)
  - UCW Heavyweight Championship (1)
- Universal Wrestling Association
  - UWA Heavyweight Championship (1)
- World Wrestling Council
  - WWC Caribbean Heavyweight Championship (1)
- World Wrestling Federation/Entertainment
  - WWF Intercontinental Championship (1)
  - WWE Hall of Fame (classe del 2019)
- XJAM Pro Wrestling
  - XJAM Heavyweight Championship (1)